# L'Adoració dels pastors (Madrid)
L'adoració dels pastors és una obra d'El Greco, realitzada a l'oli sobre tela entre 1612 i 1614, possiblement durant l'últim any de la seva vida. Es conserva al Museu del Prado de Madrid.
El quadre va ser pintat per a la cripta de l'església de Santo Domingo el Antiguo de Toledo, sent una obra que l'artista va fer perquè pengés sobre la seva pròpia tomba a l'església de Santo Domingo. La signatura d'El Greco, en grec, pot veure's al cantó inferior esquerra.

## Composició
La composició està desenvolupada en forma d'espiral, creant un moviment d'ascensió. La distorsió extrema dels cossos caracteritza L'adoració dels pastors com tota l'obra tardana d'El Greco. Els colors brillants, «dissonants», i les formes i posats estranys creen una sensació de meravella i èxtasi, en celebrar els pastors i els àngels el miracle de l'Infant acabat de néixer. L'infant Jesús apareix embolicat en brillantor i blancor, el que és un recurs pres de les icones, i sembla emetre una llum que juga als rostres dels pastors, descalços, que s'han reunit per retre homenatge al naixement miraculós. Una energia rítmica anima la pintura, expressada en els moviments de les figures, com si ballessin. Forts contrasts entre el llum i les zones fosques realcen el sentit del drama. El grup d'àngels que sobrevolen l'escena potser s'assemblen a la part que falta de la Visió de l'Apocalipsi o El cinquè segell de l'Apocalipsi.
L'ajudant d'El Greco, Luis Tristán, l'any 1618, va dir que el seu mestre va estar treballant en L'adoració dels pastors fins a la seva mort. La pintura va ser més tard transferida a l'altar major de l'església de Santo Domingo el Antiguo. I va ser adquirida pel Museu del Prado de Madrid l'any 1954.